# Big Walter Horton
Pour les articles homonymes, voir Horton.
Big Walter Horton (parfois : Shakey Horton), né à Horn Lake, Mississippi le 6 avril 1921 et décédé à Chicago, Illinois, le 8 décembre 1981, est un chanteur, harmoniciste de blues américain, connu comme membre du groupe de Muddy Waters.

## Discographie
- The Soul of Blues Harmonica,	Argo, 1964
- Chicago Blues, Arhoolie Records, 1968
- Big Walter Horton with Carey Bell, Alligator Records, 1972
- Walter Shakey Horton with Hot Cottage, Stony Plain Records, 1974
- Old Friends Together for the First Time, Earwig Records, 1981
- Big Walter "Shakey" Horton Toronto '73, M.I.L. Multimedia, 1998